# Кам'яниця Бернатовичівська
Кам'яниця Бернатовичівська — житловий будинок на східній стороні площі Ринок під номером 8 у Львові, пам'ятка архітектури національного значення під охоронним № 326/7.

## Історія

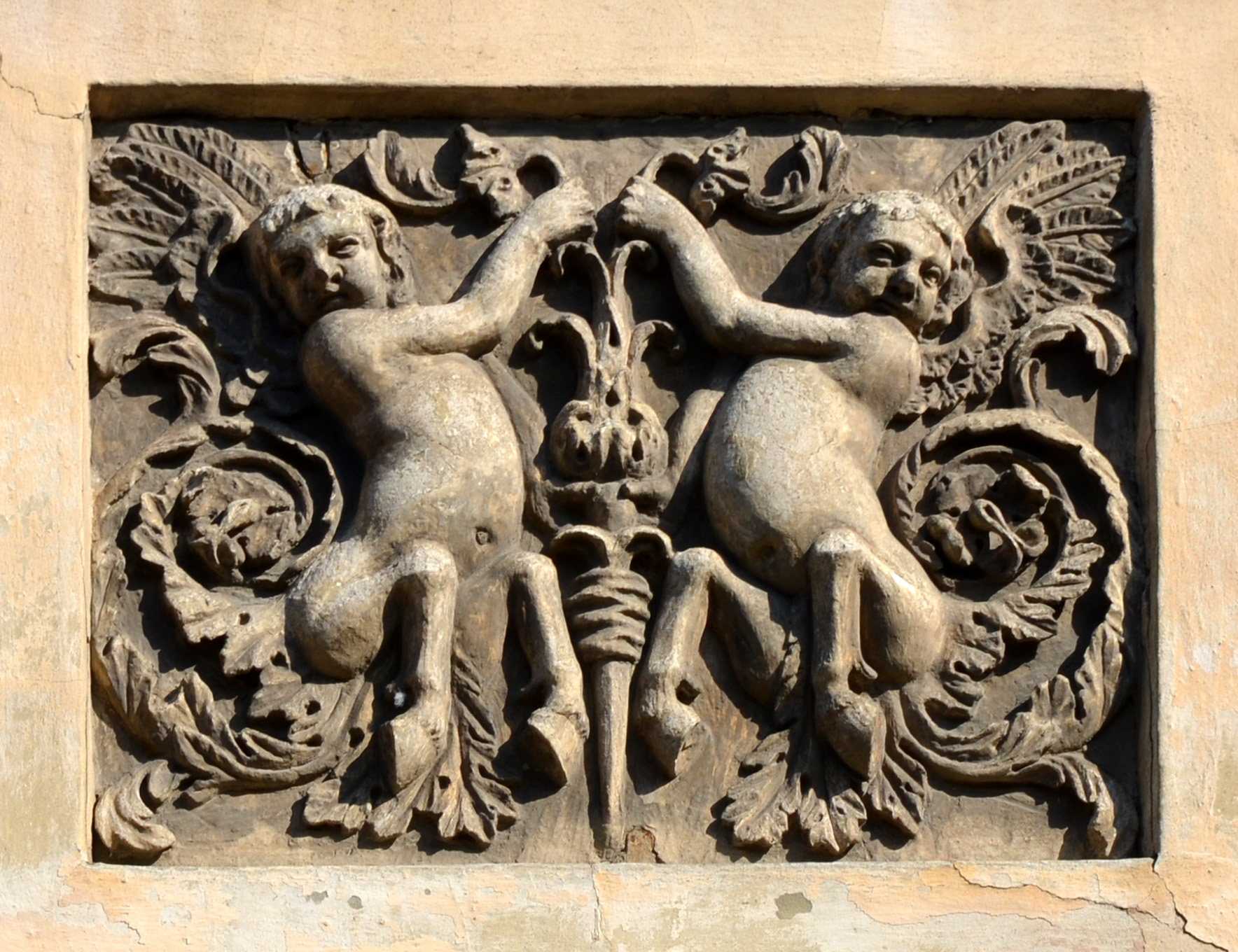

Будинок був збудований ймовірно наприкінці XVI століття. У 1754 році був власністю вінницького старости Людвіка Калиновського. Бернард Меретин розробив проєкт фасаду будинку. Після смерті Людвіка Калиновського будинок придбав торговець вином Йоганн Тренкель (Френкель). Для нього скульптор Антон Шімзер виготовив під довгим балконом три барельєфи, на яких зображено вітрильник в порту, якір та інші символи торгівлі.
У XVII столітті кам'яниця належала до багатої вірменської родини Бернатовичів. Від прізвища цих власників походить її назва — Бернатовичівська.
Будинок згадується в архівних документах 1658 року, коли польський король Ян II Казимир звільнив Кшиштофа Бернатовича, власника кам'яниці від військових постоїв та податків. Згодом Ян III Собеський звільнив іншого власника кам'яниці — суддю вірменського суду Львова Барнарда Кшиштофа Бернатовича від цих повинностей.
У 1840-х роках був перебудований за проєктом архітектора Фридерика Баумана в стилі віденського класицизму. Від первісного будинку залишився лише цоколь. Тоді ж був надбудований четвертий поверх.
У 1860-х роках фасад кам'яниці на вікнами першого та другого поверхів був прикрашений рельєфними вставками на купецьку емблематику, виконаними відомим львівським скульптором Гавриїлом Красуцьким. У 1886 році, на замовлення та за кошти власника кам'яниці Самуеля Фішера, проведено реконструкцію офіцини за проектом архітектора Вінцентія Кузнєвича.
Наприкінці ХІХ — початку ХХ століття власником будинку був Абрагам Якуб та Матильда Гешелеси, 1930-х роках — Бодек Леонтин. У 1935—1936 роках фасад будинку був відновлений та під'єднана каналізація за проєктом архітектора Аби (Альберта) Корнблюта. У 1946—1981 роках в будинку містився Львівський шаховий клуб, котрий у 1982 році переїхав в будинок на вулиці Фредра, 1.
Другий поверх будинку займає фондосховище Львівської обласної бібліотеки для юнацтва імені Романа Іваничука, абонемент якої знаходиться у сусідньому палаці латинських архієпископів. 

## Архітектура
Будинок цегляний, чотириповерховий, займає в глибину всю ділянку і виходить тильним фасадом (флігелем) на вулицю Івана Федорова, 14. На першому поверсі збереглося склепінчасте перекриття. Фасад прикрашений ліпниною.

## Галерея

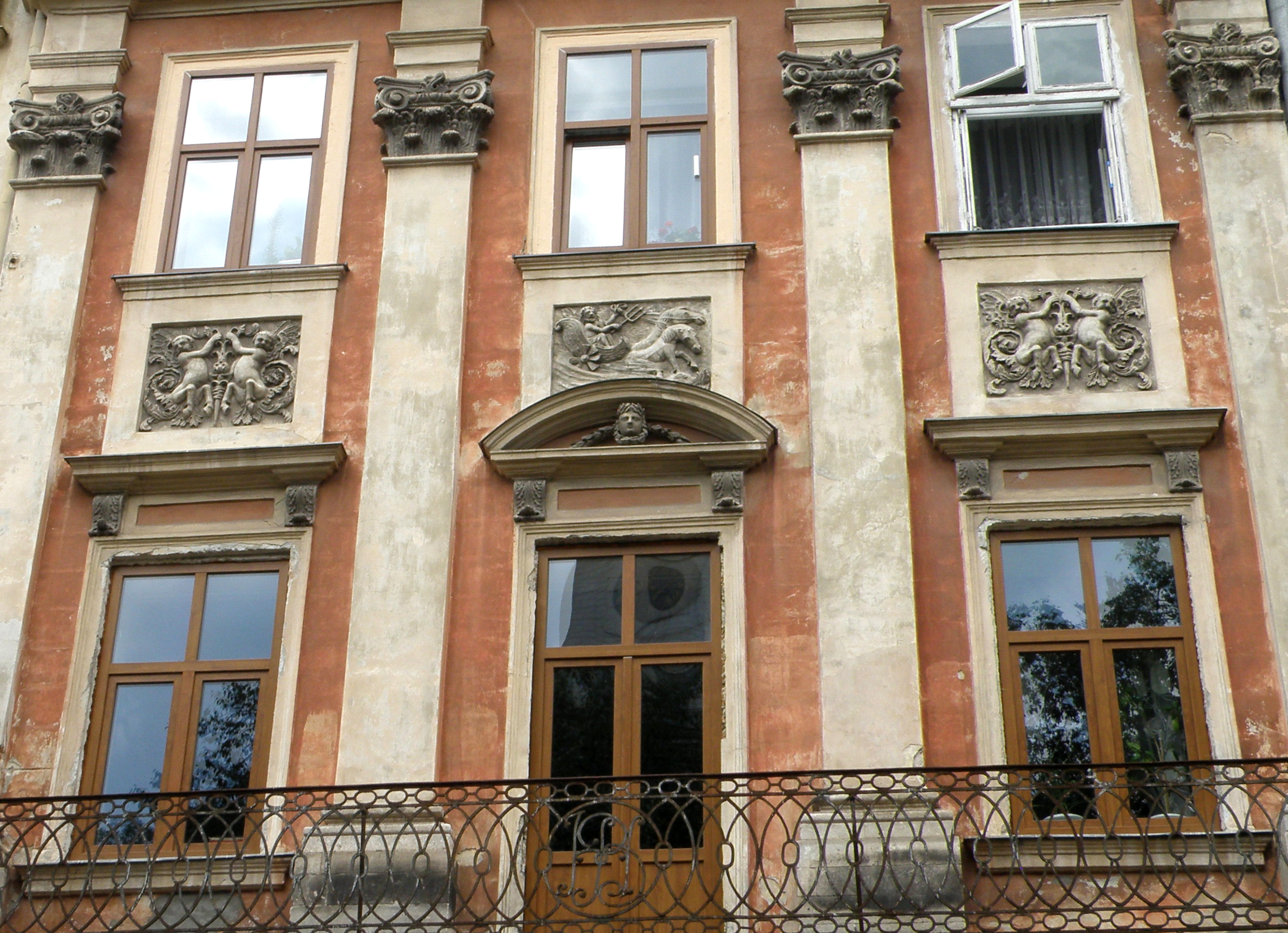
Вид на другий поверх кам'яниці
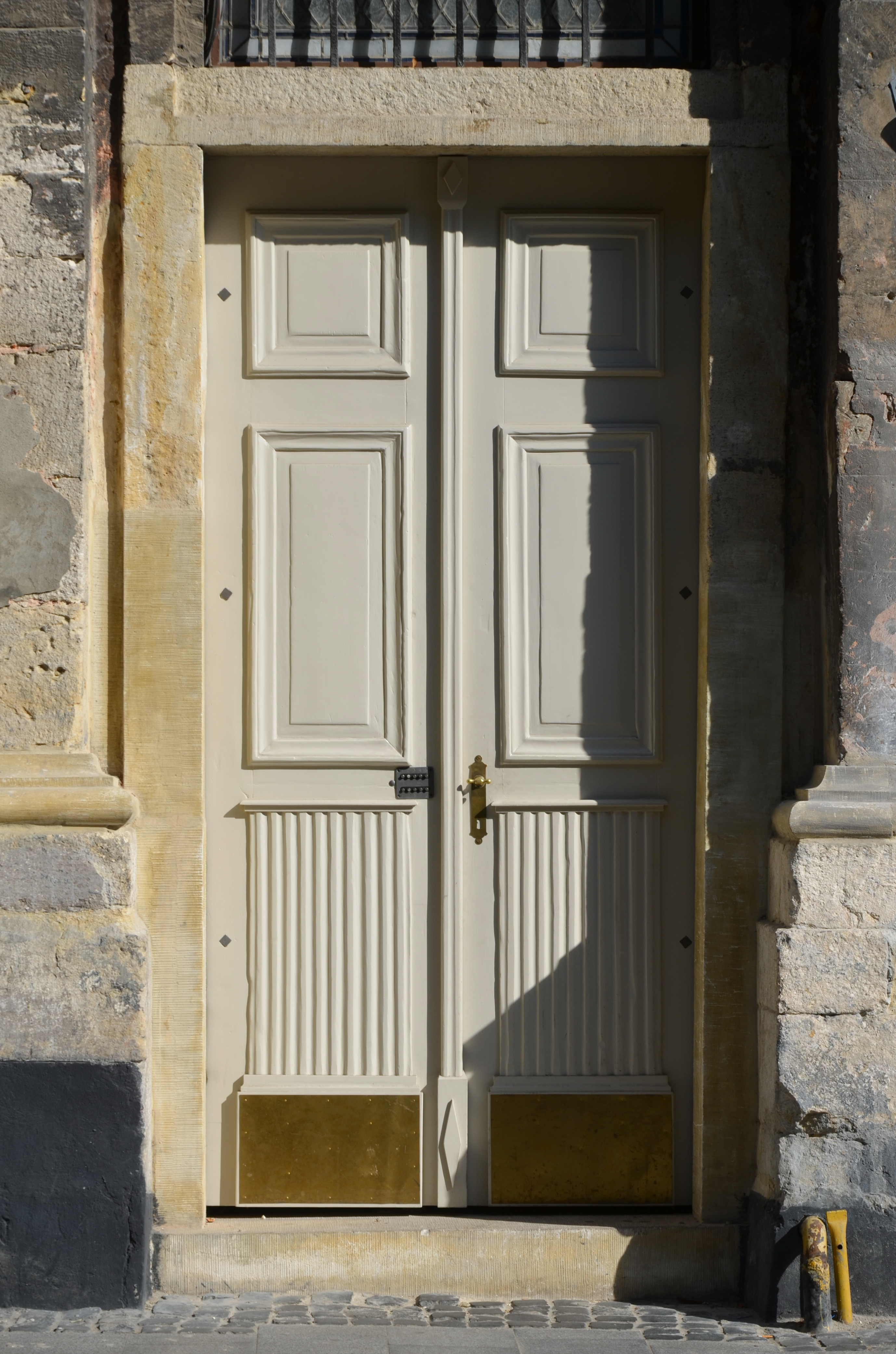
Вхідні двері у кам'яницю
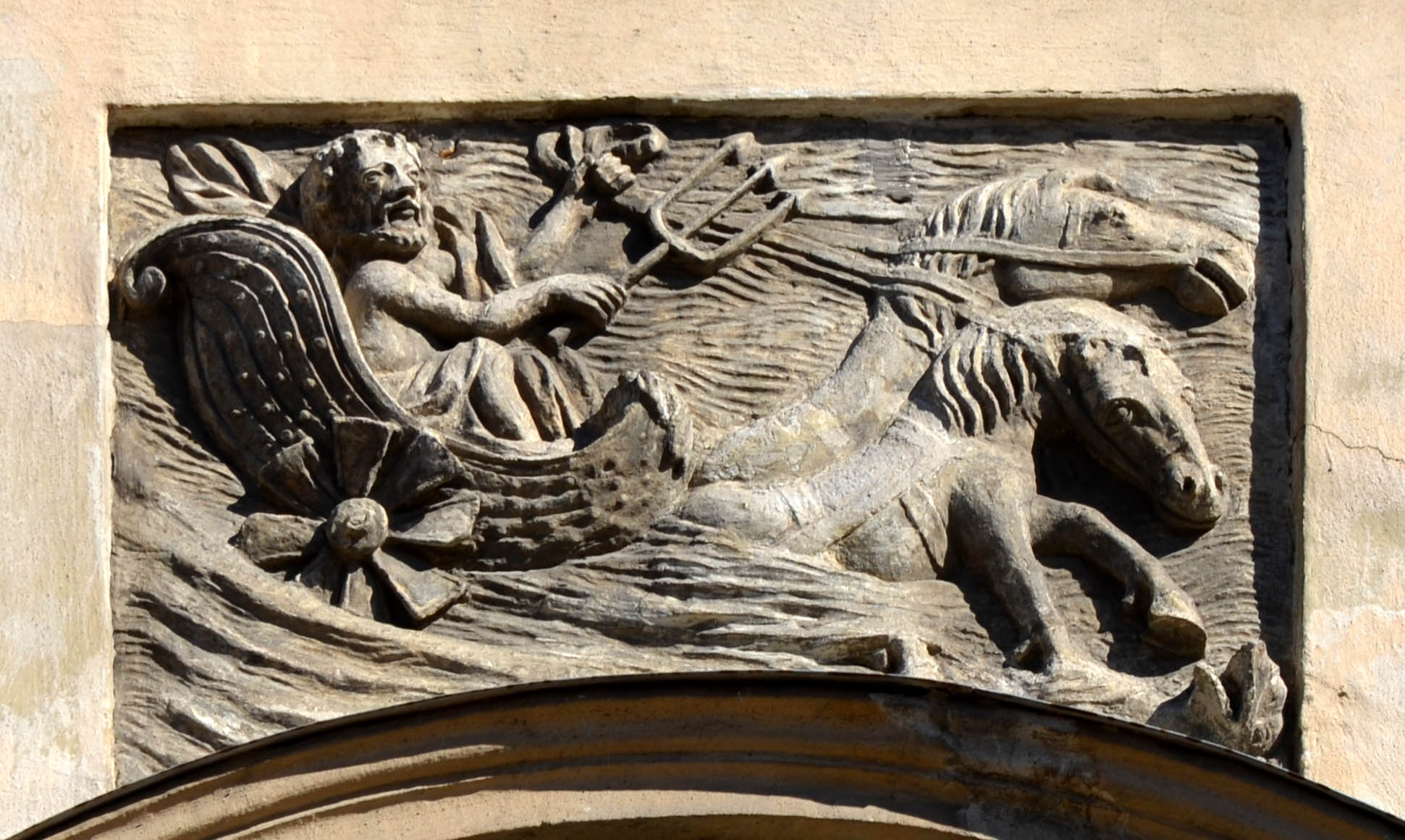
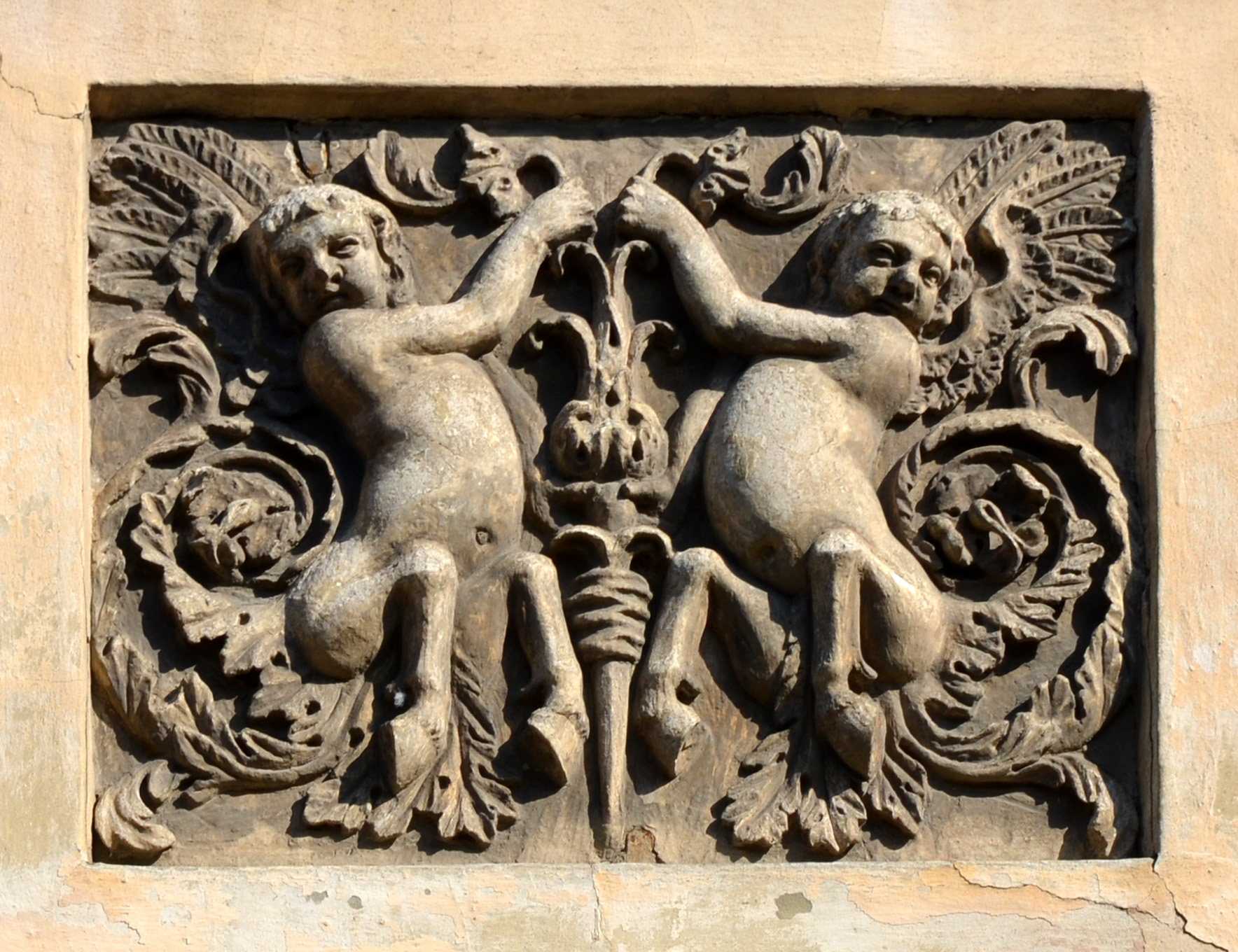
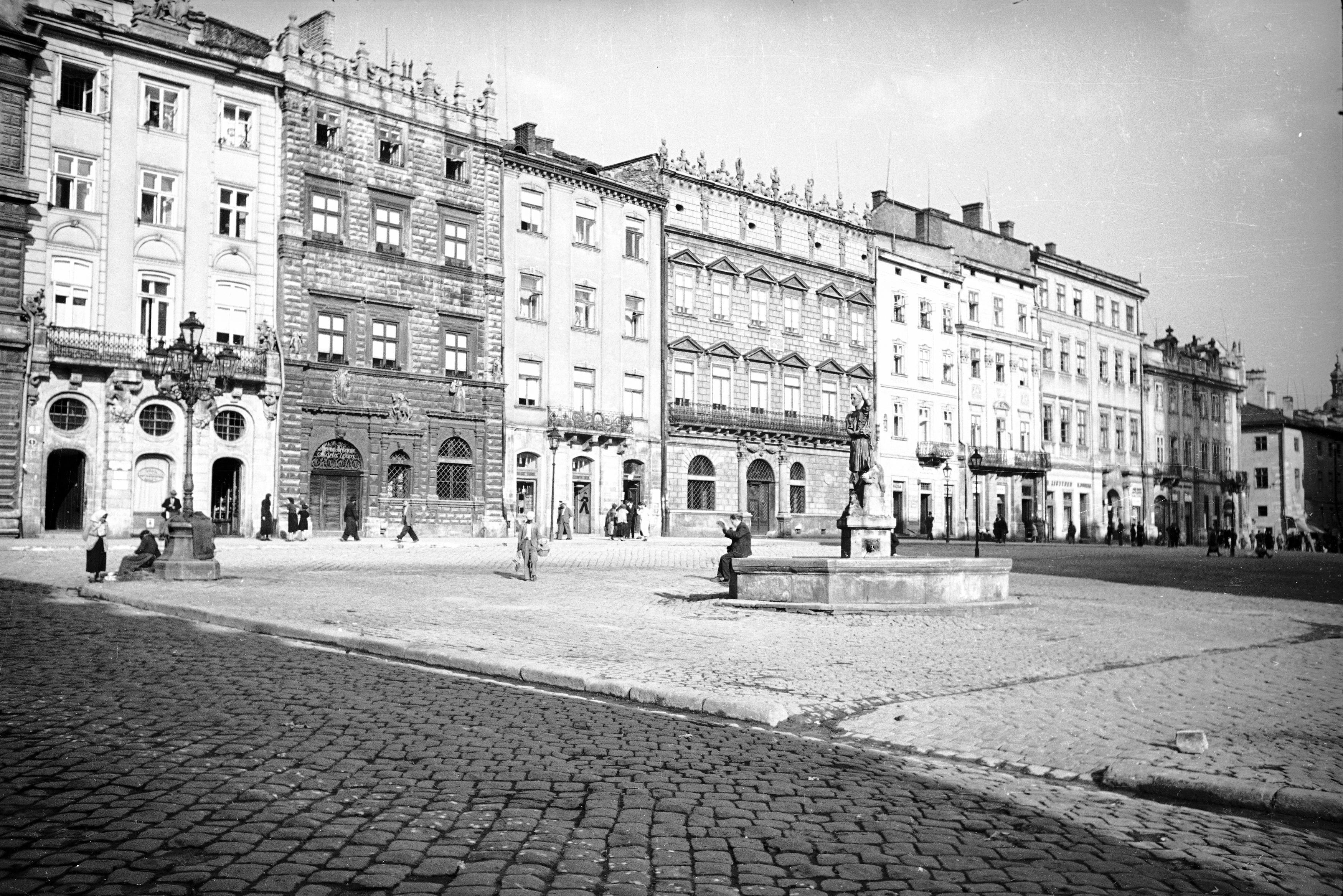
Східна сторона площі Ринок
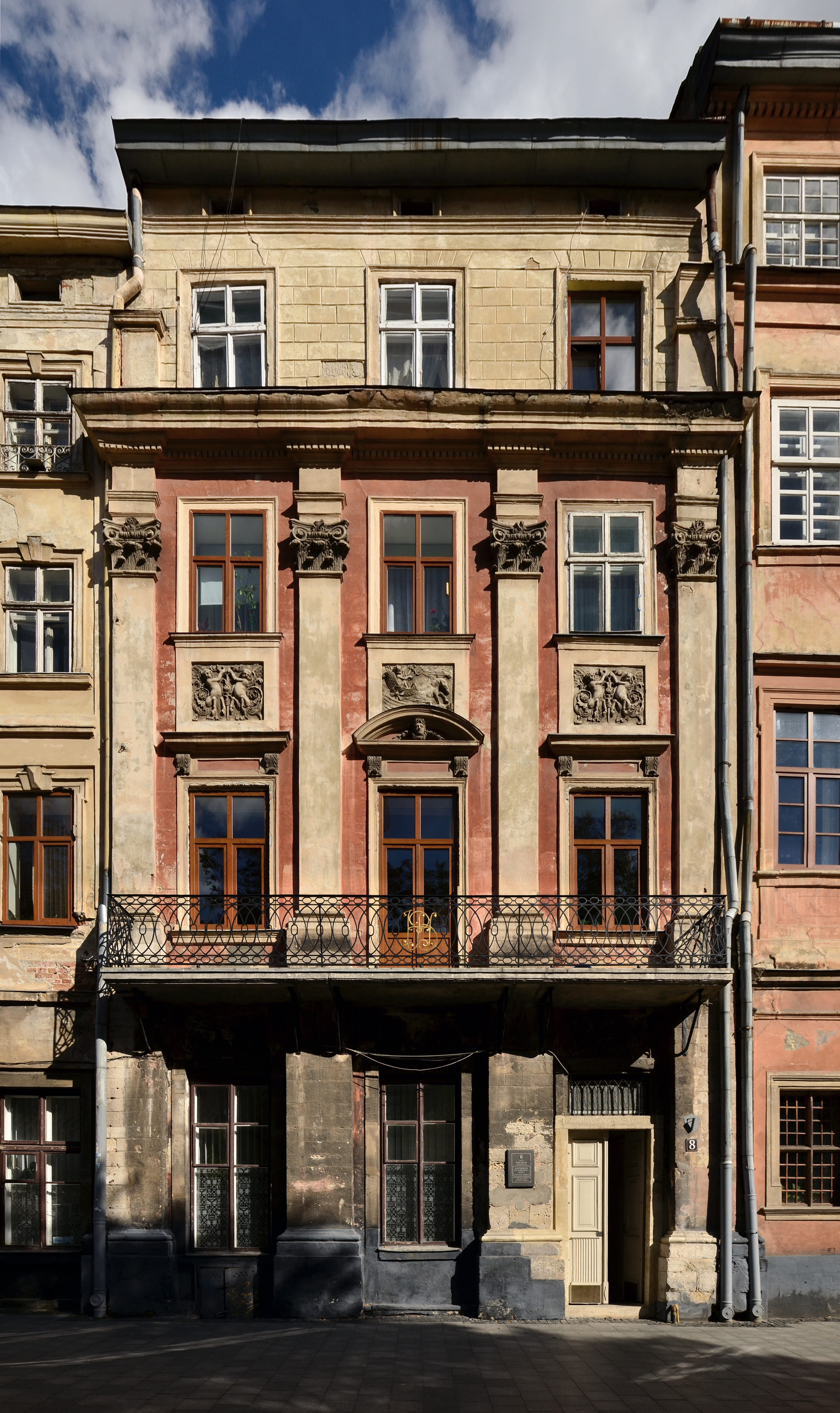
Фасад кам'яниці
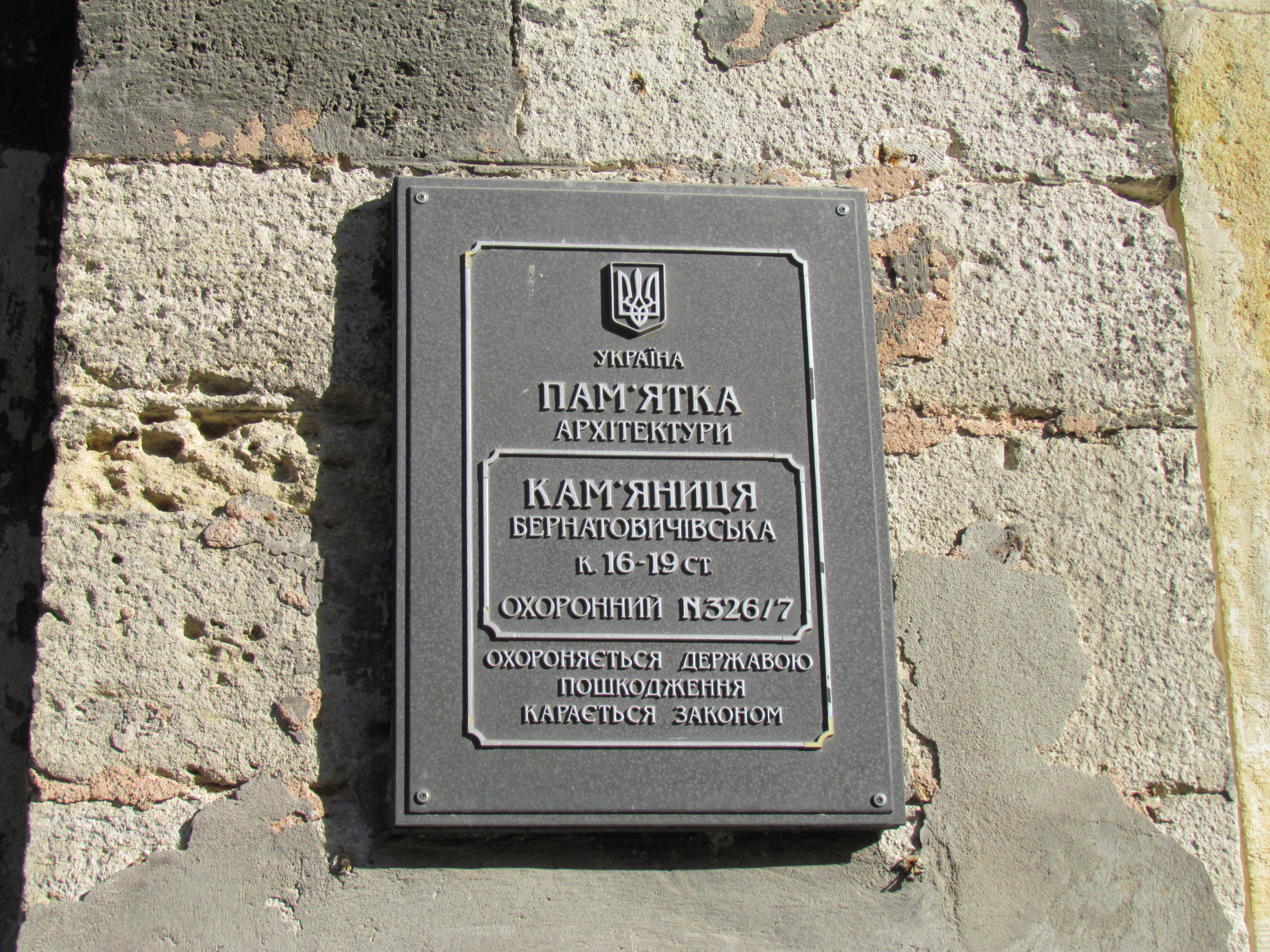
Охоронна дошка